# ゴーゴル・ボールデロ
ゴーゴル・ボールデロ (Gogol Bordello) は、1999年にニューヨークで結成された多国籍ロック・バンド。
ウクライナ出身のユージン・ハッツを中心に、東欧諸国からスコットランド、イスラエル、アフリカ、中南米、アジア系、アメリカまで、世界各国の雑多な人種・国籍の男女混合メンバーによって構成されている。バンド名の由来は、ウクライナ出身の小説家ニコライ・ゴーゴリの苗字「Gogol」と、同国語で売春宿を意味する「Bordello」から。
なお、このバンド名のカナ表記はしばしば揺れを引き起こしやすく、「Bordello」が「ボルデーロウ」（Amazon.co.jp・TSUTAYA・HMVのオンライン表記）や「ボルデロウ」（アルバム『Super Taranta!』日本国内盤表記）と表記されることもあるが、実際の発音には（B-o-r にアクセントを置く）「ボールデロ」（英語発音はボルデロ）の表記が一番近いことや、初来日の際に公式アナウンスされた表記が「ボールデロ」であることから本項もそれに従う。

## 概要
彼らの音楽はジプシー・パンクと称される。ジプシーとはヨーロッパの移動型民族の呼称で、ヴォーカルのハッツはチェルノブイリ原子力発電所事故によって故郷を離れ、7年にも及ぶ難民生活を経験した末にニューヨークに移住して音楽を始めた経歴を持つ人物であり、他のメンバーもルーツこそ違えど移民出身の者たちである。
フォーク・ロックおよびアイリッシュ・パンクをベースに、東欧民謡などメンバー全員が持ち寄った様々なルーツの要素を融合し生み出されるパーティー要素の高いジプシー・ミュージックを奏でる。ハッツの難民体験を基にした人生観や直面する国際問題をテーマにしたパンク精神あふれる歌詞に、ヴァイオリンやアコーディオンを駆使しながら即興に近い形式でエネルギッシュに演奏するライヴ・スタイルである。2007年春に行われたフロッギング・モリーの日本ツアーのサポートとして初来日の予定であったが、ビザの関係で寸前に取り止めになっていた。その後、2008年のフジロック・フェスティバルにてようやく初来日を果たした。翌2009年にはサマーソニックに出演しビーチステージのヘッドライナーを務めた。
ライブ・アースで共演したマドンナはハッツの人物性に注目し、自身の初監督映画『ワンダーラスト』(Filth And Wisdom) でハッツを主役に抜擢した。

## メンバー
- ユージン・ハッツ (Eugene Hütz) - ヴォーカル・ギター、ウクライナ出身
- サージェイ・リアブツェフ (Sergey Ryabtsev) - ヴァイオリン・バックヴォーカル、ロシア出身
- パメラ・ラシーン (Pamela Jintana Racine) - バックヴォーカル・ダンサー、タイ系アメリカ人
- トーマス・“トミー-T”・ゴベナ (Thomas 'Tomy-T' Gobena) - ベース、エチオピア出身
- ペドロ・エラーゾ (Pedro Erazo) - MC、エクアドル出身
- アルフレド・オルティス (Alfredo Ortiz) - ドラム、アメリカ出身
- パシャ・ニューマー (Pasha Newmer) - アコーディオン・バックヴォーカル、ベラルーシ出身
- ボリス・ペレック (Boris Pelekh) - ギター・バックヴォーカル、ロシア出身

## ディスコグラフィ

### アルバム
- Voi-La Intruder（1999年）日本盤未発売
- Multi Kontra Culti vs. Irony（2002年）日本盤未発売
- ジプシー・パンクス Gypsy Punks: Underdog World Strike（2005年）
- スーパー・タランタ！ Super Taranta!（2007年）
- トランスコンチネンタル・ハッスル Trans-Continental Hustle（2010年）
- プラ・ヴィダ・コンスピラシー Pura Vida Conspiracy（2013年）
- シーカーズ・アンド・ファインダーズ Seekers and Finders (2017年）

### 編集盤
- East Infection（2005年）EP